# 18
Cette page concerne l'année 18  du calendrier julien. Pour l'année 18 av. J.-C., voir 18 av. J.-C. Pour le nombre 18, voir 18 (nombre).
L'année 18 est une année commune qui commence un samedi.

## Événements
- En Chine, Fan Chong réunit dans une armée de 10 000 hommes les révoltés du Shandong, qui se rend maître du bassin inférieur du fleuve Jaune, mouvement à l'origine de la « Révolte des Sourcils Rouges »[1].
- Germanicus place Artaxias III Zénon, fils de Polémon du Pont et de Pythodoris de Trallès à la tête du Royaume d'Arménie. Il réduit la Commagène et la Cappadoce en province romaine[2].
- Joseph Caïphe, gendre d’Anne, grand-prêtre de Jérusalem (18-37)[3].

- Strabon écrit le quatrième et le sixième livre de sa Géographie[2].

## Décès en 18
- Ovide, poète romain (ou 17).
- Lǚ Mǔ, leader rebelle chinoise